# ۱۳۹۴ (میلادی)
۱۳۹۴ (میلادی) هزار و سیصد و نود و چهارمین سال تقویم میلادی است.

## زادگان
- ۴ مارس – هنری دریانورد، کاشف پرتغالی (د. ۱۴۶۰)
- ۲۴ نوامبر – شارل دورلئان، شاعر و نویسنده فرانسوی (د. ۱۴۶۵)